# 西尾祐里
西尾 祐里（にしお ゆり、1979年3月3日 - ）は、日本のタレント、DJである。北海道出身。

## 略歴
2001年（平成13年）、格闘技・K-1の『GPカールズ』を務め、同年10月からは「ワンギャル」（5期生）のひとりとして、テレビのバラエティー番組 『ワンダフル』（TBS）にレギュラー出演した。その後はタレントとしてテレビ番組やラジオ番組に出演する他、キャンドルアーティストとしても活動していたが、2010年（平成22年）6月までには、所属芸能事務所 「ヒラタオフィス」を離職し、現在はフリーで活動している模様である。

## 作品

### 映像作品
- K-1 GPガールズ2001（2001年7月）

## 出演

### バラエティ
- ワンダフル（2001年10月 - 2002年9月） - 第5期ワンダフルガールズ

### その他のテレビ番組
- CLUB AT-X（2002年12月 - 2003年12月、AT-X）
- ビジネスリサーチ（2003年1月、テレビ東京）
- SPORTS STAGE（2003年3月 - 9月、BS-i） - スポーツキャスター
- HOME MATSULI（2003年9月 - 2004年3月、So-netチャンネル） - MC
- Player's Bar（2004年8月、ミヤギテレビ）
- 住まい（2004年10月 - 、Act On TV）
- 追っかけテレビ5時に夢中!（2005年4月 - 2006年3月、TOKYO MX）

### ラジオ
- TOYOTA SOUND IN MY LIFE（2002年4月 - 2003年3月、TOKYO FM）
- JUNGLE PARADISE内「ジャンパラカフェ」（2003年7月 - 12月、FM-FUJI）
- POP UP SUNDAY（2004年1月 - 2006年3月、FM-FUJI）
- J-HITS POWER STATION（2006年4月 - 2008年3月、M-FUJI） - 火曜日レギュラーパーソナリティ

### インターネットテレビ
- アルデージャTV〜アルデージャの“真実”（2002年2月・9月）

### スチル
- インテリジェンス（2005年1月 - 6月）

### イベント
- K-1 WORLD GPガール2001（2001年2月 - 12月）

### Web
- インテリジェンス（2005年1月 - 6月）

## 書籍

### 写真集
- ビバ!ワンギャル トレカ（2001年12月8日、ブックマン社）
- ビバ!ワンギャル・newワンギャルブック（2001年10月20日、ブックマン社）
- ファースト写真集「AIR」（2002年7月10日、ソニー・マガジンズ）